# Casa Vivanco (Catarroja)
La Casa Vivanco, també coneguda com a Palau Vivanco, és un edifici de mitjans del segle xviii que constitueix un bé d'interès cultural. Es troba a Catarroja (València), al Camí Reial, que està al centre de la ciutat. El seu codi de bé d'interès cultural és 46.16.094-002, amb anotació ministerial RI-51-0004525 de data 19 d'octubre de 1981.

## Descripció
Està construïda en estil neoclàssic amb elements ornamentals del barroc tardà.
Es va construir per a la comercialització agrícola i sedera, especialment d'oli i vi, i estava adaptada per a aquestes funcions. Es tracta d'un exponent de la burgesia comercial fortament influït pels costums nobiliàries, per exemple presenta un escut familiar que pertany a un dels propietaris en el segle xix.
És un edifici de planta quadrangular, amb un pati central al qual recauen les diferents dependències. Té quatre crugies paral·leles a la façana. L'interior disposa de diverses escales que donen accés a les diferents plantes, situada la principal a la dreta després del vestíbul d'entrada.
La façana és d'estil neoclàssic i està dividida verticalment en tres trams amb total simetria. Els dos trams extrems presenten obertures rectangulars de menors dimensions i estan separats de central mitjançant cadenes que uneixen el pis principal amb la planta superior. El cos central té tres obertures per planta. En la part central de la planta baixa es troba la porta allindanada sobre la qual hi ha un escut. Flanquejant la porta principal hi ha dues, també allindanades però de menors dimensions.
A la planta principal s'obren finestrals rectangulars amb balcons correguts, amb primacia del central. Al pis superior, de menor amplària, s'obren finestrals rectangulars apaïsats de menor grandària. La separació de les plantes es realitza mitjançant línies de cornisa.

## Història
Es va edificar al segle xviii. El nom actual prové d'una antiga propietària del XIX, la vídua de Vivancos Ortiz, qui era la propietària en el moment en què es va formar la plaça actual al Camí Reial. Hi va haver a la part posterior un hort, i durant alguns anys un camp de futbol que va ser suprimit en els  anys vuitanta del segle XX. El seu ús actual és públic, sent seu de l'Ajuntament i una de les seves sales és una sala d'exposicions.